# Diskografie Massive Attack
Následující článek pojednává o diskografii anglické triphopové skupiny Massive Attack.

## Studiová alba
| Rok                  | Album                                                               | Umístění v žebříčku prodejů | Umístění v žebříčku prodejů | Umístění v žebříčku prodejů | Umístění v žebříčku prodejů | Umístění v žebříčku prodejů | Umístění v žebříčku prodejů | Umístění v žebříčku prodejů | Umístění v žebříčku prodejů | Umístění v žebříčku prodejů | Anglická certifikace podle počtu prodaných desek |
| Rok                  | Album                                                               | UK                          | AUS                         | AUT                         | BEL                         | CAN                         | DEN                         | FIN                         | SWI                         | US                          | Anglická certifikace podle počtu prodaných desek |
| -------------------- | ------------------------------------------------------------------- | --------------------------- | --------------------------- | --------------------------- | --------------------------- | --------------------------- | --------------------------- | --------------------------- | --------------------------- | --------------------------- | ------------------------------------------------ |
| 1991                 | Blue Lines - Datum vydání: 1. červen 1991 - Vydavatel: Circa/Virgin | 13                          | 69                          | 5                           | —                           | —                           | —                           | —                           | 26                          | —                           | 2 x platinová deska                              |
| 1994                 | Protection - Datum vydání: 26. září 1994 - Vydavatel: Circa/Virgin  | 4                           | 15                          | 21                          | —                           | —                           | —                           | —                           | 29                          | —                           | Platinová deska                                  |
| 1998                 | Mezzanine - Datum vydání: 20. duben 1998 - Vydavatel: Circa/Virgin  | 1                           | 1                           | 3                           | 4                           | —                           | —                           | 4                           | 6                           | 60                          | Platinová deska                                  |
| 2003                 | 100th Window - Datum vydání: 10. února 2003 - Vydavatel: Virgin     | 1                           | 4                           | 4                           | 1                           | 8                           | 2                           | 1                           | 1                           | 69                          | Stříbrná deska                                   |
| "—" nebylo hodnoceno |                                                                     |                             |                             |                             |                             |                             |                             |                             |                             |                             |                                                  |

## Další alba
| Rok                  | Album | Umístění v žebříčku prodejů | Umístění v žebříčku prodejů | Umístění v žebříčku prodejů | Umístění v žebříčku prodejů | Umístění v žebříčku prodejů | Umístění v žebříčku prodejů | Umístění v žebříčku prodejů | Anglická certifikace podle počtu prodaných desek |
| Rok                  | Album | UK                          | AUS                         | AUT                         | BEL                         | FIN                         | SWI                         | US                          | Anglická certifikace podle počtu prodaných desek |
| -------------------- | --- | --------------------------- | --------------------------- | --------------------------- | --------------------------- | --------------------------- | --------------------------- | --------------------------- | ------------------------------------------------ |
| 1992                 | Massive Attack EP - Známé také jako Hymn of the Big Wheel                                                             | 27                          | —                           | —                           | —                           | —                           | 35                          | —                           |                                                  |
| 1995                 | No Protection - Datum vydání: 17. únor 1995 - Vydavatel: Gyroscope - Dub verze Protection (1994)                      | 10                          | 34                          | —                           | —                           | —                           | —                           | —                           |                                                  |
| 1998                 | Singles 90/98 - Datum vydání: 7. prosince 1998 - Vydavatel: Circa/Virgin - 11diskové vydání všech singlů do roku 1998 | —                           | —                           | —                           | —                           | —                           | —                           | —                           |                                                  |
| 2004                 | Danny the Dog - Datum vydání: 11. listopad 2004 - Vydavatel: Virgin - Filmový soundtrack                              | 70                          | —                           | —                           | —                           | —                           | 92                          | —                           |                                                  |
| 2006                 | Collected - Datum vydání: 27. březen 2006 - Vydavatel: Virgin - Kompilace singlů                                      | 2                           | 19                          | 13                          | 1                           | 8                           | 4                           | 198                         | Platinová deska                                  |
| "—" nebylo hodnoceno | |                             |                             |                             |                             |                             |                             |                             |                                                  |

## Singly
| Rok                  | Titul                             | Umístění v žebříčku prodejů | Umístění v žebříčku prodejů | Umístění v žebříčku prodejů | Umístění v žebříčku prodejů | Umístění v žebříčku prodejů | Umístění v žebříčku prodejů |
| Rok                  | Titul                             | UK                          | AUS                         | AUT                         | BEL                         | FIN                         | SWI                         |
| -------------------- | --------------------------------- | --------------------------- | --------------------------- | --------------------------- | --------------------------- | --------------------------- | --------------------------- |
| 1988                 | "Any Love"                        | —                           | —                           | —                           | —                           | —                           | —                           |
| 1990                 | "Daydreaming"                     | 81                          | —                           | —                           | —                           | —                           | —                           |
| 1991                 | "Unfinished Sympathy"             | 13                          | —                           | —                           | —                           | —                           | 9                           |
| 1991                 | "Safe From Harm"                  | 25                          | —                           | 23                          | —                           | —                           | 15                          |
| 1992                 | "Be Thankful for What You've Got" | —                           | 49                          | —                           | —                           | —                           | —                           |
| 1994                 | "Sly"                             | 24                          | —                           | —                           | —                           | —                           | —                           |
| 1995                 | "Protection"                      | 14                          | —                           | —                           | —                           | —                           | —                           |
| 1995                 | "Karmacoma"                       | 28                          | —                           | —                           | —                           | —                           | —                           |
| 1997                 | "Risingson"                       | 11                          | —                           | —                           | 43                          | 13                          | —                           |
| 1998                 | "Teardrop"                        | 10                          | 16                          | —                           | —                           | —                           | 78                          |
| 1998                 | "Angel"                           | 30                          | —                           | —                           | —                           | —                           | —                           |
| 1998                 | "Inertia Creeps"                  | —                           | —                           | —                           | —                           | —                           | —                           |
| 2002                 | "I Against I"                     | —                           | —                           | —                           | —                           | —                           | —                           |
| 2003                 | "Special Cases"                   | 15                          | —                           | —                           | —                           | —                           | —                           |
| 2003                 | "Butterfly Caught"                | —                           | —                           | —                           | —                           | —                           | —                           |
| 2006                 | "Live With Me"                    | 17                          | —                           | 58                          | —                           | —                           | 64                          |
| 2006                 | "False Flags"                     | 158                         | —                           | —                           | —                           | —                           | —                           |
| "—" nebylo hodnoceno |                                   |                             |                             |                             |                             |                             |                             |

## Videoklipy
| Rok  | Titul                 | Režie             |
| ---- | --------------------- | ----------------- |
| 1990 | "Daydreaming"         | Baillie Walsh     |
| 1991 | "Unfinished Sympathy" | Baillie Walsh     |
| 1991 | "Safe from Harm"      | Baillie Walsh     |
| 1994 | "Sly"                 | Stéphane Sednaoui |
| 1995 | "Protection"          | Michel Gondry     |
| 1995 | "Karmacoma"           | Jonathan Glazer   |
| 1997 | "Risingson"           | Walter Stern      |
| 1998 | "Teardrop"            | Walter Stern      |
| 1998 | "Angel"               | Walter Stern      |
| 1998 | "Inertia Creeps"      | W.I.Z.            |
| 2003 | "Special Cases"       | H5                |
| 2003 | "Butterfly Caught"    | Daniel Levi       |
| 2006 | "False Flags"         | Paul Gore         |
| 2006 | "Live With Me"        | Jonathan Glazer   |